# 보노보
보노보(영어: bonobo; 학명: Pan paniscus)는 침팬지속에 속하는 두 종 중 하나이다. 과거에는 피그미 침팬지(영어: pygmy chimpanzee)로도 불리면서 아종으로 분류되었다. 다 자란 침팬지와 보노보를 비교했을 때 보노보가 좀 더 작으며, 암컷은 그나마 온순하지만, 수컷은 침팬지보다 공격적인 성격을 가진다.

## 분류학

### 잡종
연구자들은 중부 침팬지(Pan troglodytes troglodytes; central chimpanzee)와 동부 침팬지(Pan troglodytes schweinfurthii; eastern chimpanzee) 모두 다른 침팬지 아종보다 보노보와 더 많은 유전 물질을 공유한다는 사실을 발견했다. 지난 55만 년 동안 유전적 혼합(genetic admixture)이 최소 두 번 발생한 것으로 여겨진다. 현대에는 야생에서 보노보와 침팬지 사이의 교잡이 억제되는데, 이는 개체군이 이소성(allopatric speciation)으로 분포하고 콩고 강을 사이에 두고 서로 격리되어 있기 때문이다.
포획 환경에서는 보노보와 침팬지 사이의 교잡종이 기록되었다. 1990년과 1992년 사이에 수컷 보노보와 암컷 침팬지 두 마리 사이에서 다섯 번의 임신이 이루어졌으며, 연구 대상이었다. 두 번의 임신은 환경적 스트레스로 인해 유산되었다. 그러나 이후 세 번의 임신으로 세 마리의 잡종 자손이 태어났다.
티비(Tiby)라는 이름의 보노보와 침팬지 잡종은 2017년 스웨덴 영화 '더 스퀘어'에도 등장했다.
아버지 보노보 콩고(Bonobo Congo)와 어머니 침팬지 줄리(Chimpanzee Julie) 사이에서는 블로이스(Blois, 아들), 디아나(Diana, 딸), 막스(Max, 아들), 클라라(Clara, 딸), 카롤린(Caroline, 딸)이 태어났다. 보노보 콩고와 침팬지 클라라(Clara) 사이에서는 티비(Tibie, 딸)와 아담(Adam, 아들)이 태어났다.

## 행동
침팬지와 보노보는 사춘기 암컷이 새로운 무리로 이동하여 부계 거주 형태를 보인다. 미토콘드리아 DNA (mtDNA)와 Y 염색체 차이 분석 결과,
호모 사피엔스 사회의 많은 집단에서 부계 지역성 양식이 나타난다. mtDNA는 모계 유전인데 집단간 유전 다양성 높고, Y‑염색체는 부계 유전인데 다양성이 낮다. 이 때문에 남성이 현 집단에 남고, 여성이 다른 집단에서 유입되었다고 해석된다.

## 같이 보기
- 침팬지